# Bob Jungels
Bob Jungels (* 22. September 1992 in Rollingen bei Mersch) ist ein luxemburgischer Radrennfahrer.

## Karriere
2008 wurde er Luxemburgischer Meister der Debütanten-Klasse im Cyclocross und belegte den zweiten Platz im Straßenrennen. Ein Jahr später entschied er beide Rennen in der Juniorenklasse für sich und gewann zusätzlich den Zeitfahrmeistertitel der Junioren. Darüber hinaus gewann er die Silbermedaille bei den Europameisterschaften im Einzelzeitfahren.
2010 konnte er den Sieg in allen drei nationalen Klassen wiederholen und wurde Junioren-Weltmeister im Zeitfahren.
Ab 2011 konzentrierte sich Jungels ganz auf Straßenrennen. In derselben Saison gewann er zwei Goldmedaillen bei den Spielen der kleinen Staaten von Europa und wurde Luxemburgischer Meister der Klasse U23 im Straßenrennen und Einzelzeitfahren. Darüber hinaus errang er bei den Europameisterschaften der Klasse U23 die Silbermedaille im Einzelzeitfahren und wurde Zehnter im Straßenrennen.
Zur Saison 2012 wurde Jungels im Leopard-Trek Continental Team, der Nachwuchsmannschaft des Teams RadioShack-Nissan, Profi. In diesem Jahr gelangen ihm unter anderem Siege in den Gesamtwertungen der Etappenrennen Le Triptyque des Monts et Châteaux und Flèche du Sud sowie bei der U23-Austragung von Paris–Roubaix.
2013 erhielt er beim Team RadioShack Leopard seinen ersten Vertrag bei einem UCI ProTeam. Für diese Mannschaft gewann er in seinem ersten Jahr mit dem Gran Premio Nobili Rubinetterie sein erstes Rennen der ersten UCI-Kategorie und mit einer Etappe der Luxemburg-Rundfahrt sein erstes Rennen hors categorie. Außerdem wurde er erstmals Luxemburger Meister der Elite im Straßenrennen und Einzelzeitfahren.
Im Jahr 2015 gewann er die Gesamtwertung des Etappenrennens Étoile de Bessèges.
Beim Giro d’Italia 2016 gewann Jungels das Maglia Bianca des besten Nachwuchsfahrers und wurde Gesamtsechster, nachdem er auf drei Etappen als Gesamtführender Träger des Maglia Rosa war.
Beim Giro d’Italia 2017 gewann er erneut das Maglia Bianca des besten Nachwuchsfahrers und wurde Gesamtachter. Er konnte die 15. Etappe zwischen Valdengo und Bergamo für sich entscheiden und war insgesamt während fünf Etappen Gesamtführender und Träger des Maglia Rosa.
2018 gewann Jungels mit Lüttich–Bastogne–Lüttich den Klassiker mit 37 Sekunden Vorsprung auf seine ersten Verfolger, nachdem er sich 19 Kilometer vor dem Ziel an der Cote de la Roche-aux-Faucons aus dem Vorderfeld hatte absetzen können. Ende des Jahres wurde er zum luxemburgischen Sportler des Jahres gewählt.
2019 gewann Jungels die vierte Etappe der Tour Colombia. In den Frühjahrsklassikern des Jahres gewann Jungels Kuurne–Brüssel–Kuurne als letzter verbliebener Fahrer aus einer Ausreißergruppe mit zwölf Sekunden Vorsprung vor dem Verfolgerfeld. Auch belegte er den fünften Platz beim E3-Preis beim Sieg seines Teamkollegen Zdeněk Štybar und wurde Dritter bei Dwars door Vlaanderen im Sprint aus einer fünfköpfigen Spitzengruppe. Im Juni wurde Jungels Luxemburger Meister im Einzelzeitfahren und im Straßenrennen. Im August gab Jungels seinen Wechsel zum französischen Team AG2R La Mondiale bekannt.
2020 wurde Jungels erneut Luxemburger Meister im Einzelzeitfahren und belegte im Straßenrennen den zweiten Platz.
2021 wurde bei Jungels beidseitige arterielle Endofibrose der Beckenarterie diagnostiziert sowie operiert.
2022 belegte Jungels den sechsten Platz der Gesamtwertung der Tour de Suisse. Jungels wurde erneut Luxemburger Meister im Einzelzeitfahren. Bei der Tour de France 2022 gewann Jungels die neunte Etappe von Aigle nach Châtel Les Portes Du Soleil. Dabei setzte er sich 64 Kilometer vor Ziel von seinen Begleitern aus der Spitzengruppe ab und erreichte alleine das Ziel. Im August gab Jungels seinen Wechsel zum Team Bora-hansgrohe bekannt.

## Erfolge
2008
- Luxemburgischer Meister – Cyclocross (Debütanten)

2009
- Luxemburgischer Meister – Cyclocross (Junioren)
- Luxemburgischer Meister – Einzelzeitfahren (Junioren)
- Luxemburgischer Meister – Straßenrennen (Junioren)
- Europameisterschaft – Einzelzeitfahren (Junioren)

2010
- Luxemburgischer Meister – Cyclocross (Junioren)
- Luxemburgischer Meister – Einzelzeitfahren (Junioren)
- Luxemburgischer Meister – Straßenrennen (Junioren)
- Weltmeister – Einzelzeitfahren (Junioren)

2011
- Spiele der kleinen Staaten von Europa – Straßenrennen
- Spiele der kleinen Staaten von Europa – Einzelzeitfahren
- Luxemburgischer Meister – Einzelzeitfahren (U23)
- Luxemburgischer Meister – Straßenrennen (U23)
- Europameisterschaft – Einzelzeitfahren (U23)

2012
- Gesamtwertung Le Triptyque des Monts et Châteaux
- Gesamtwertung und eine Etappe Flèche du Sud
- Paris–Roubaix (U23)
- Luxemburgischer Meister – Einzelzeitfahren (U23)
- eine Etappe Giro della Valle d’Aosta
- Europameisterschaft – Einzelzeitfahren (U23)

2013
- Gran Premio Nobili Rubinetterie
- eine Etappe Luxemburg-Rundfahrt
- Luxemburgischer Meister – Einzelzeitfahren
- Luxemburgischer Meister – Straßenrennen

2015
- Gesamtwertung und eine Etappe Étoile de Bessèges
- Luxemburgischer Meister – Einzelzeitfahren
- Luxemburgischer Meister – Straßenrennen

2016
- Weltmeister – Mannschaftszeitfahren
- eine Etappe Tour of Oman
- Nachwuchswertung Tirreno-Adriatico
- Nachwuchswertung Giro d’Italia
- Luxemburgischer Meister – Einzelzeitfahren
- Luxemburgischer Meister – Straßenrennen

2017
- Nachwuchswertung Tirreno-Adriatico
- eine Etappe und  Nachwuchswertung Giro d’Italia
- Luxemburgischer Meister – Straßenrennen

2018
- Lüttich–Bastogne–Lüttich
- Luxemburgischer Meister – Straßenrennen, Einzelzeitfahren
- Prolog Slowakei-Rundfahrt
- Weltmeister – Mannschaftszeitfahren

2019
- eine Etappe Tour Colombia
- Kuurne–Brüssel–Kuurne
- Luxemburgischer Meister – Straßenrennen, Einzelzeitfahren

2020
- Luxemburgischer Meister – Einzelzeitfahren

2022
- Luxemburgischer Meister – Einzelzeitfahren
- eine Etappe Tour de France

2025
- Luxemburgischer Meister – Einzelzeitfahren
- Schluss-Etappe der Österreichrundfahrt

## Wichtige Platzierungen
| Grand Tour            | 2013 | 2014 | 2015 | 2016 | 2017 | 2018 | 2019 | 2020 | 2021 | 2022 | 2023 | 2024 |
| --------------------- | ---- | ---- | ---- | ---- | ---- | ---- | ---- | ---- | ---- | ---- | ---- | ---- |
| Giro d’ItaliaGiro     | –    | –    | –    | 6    | 8    | –    | 33   | –    | –    | –    | 39   | –    |
| Tour de FranceTour    | –    | –    | 27   | –    | –    | 11   | –    | 43   | –    | 11   | 26   | 37   |
| Vuelta a EspañaVuelta | –    | DNF  | –    | –    | 42   | –    | –    | –    | –    | 51   | –    | –    |

| Weltmeisterschaft        | 2013 | 2014 | 2015 | 2016 | 2017 | 2018 | 2019 | 2020 | 2021 | 2022 | 2023 | 2024 |
| ------------------------ | ---- | ---- | ---- | ---- | ---- | ---- | ---- | ---- | ---- | ---- | ---- | ---- |
| StraßenrennenStraße      | –    | –    | –    | DNF  | 71   | DNF  | DNF  | –    | –    | 45   | –    | 65   |
| EinzelzeitfahrenEZF      | 33   | –    | –    | 10   | 11   | 23   | 34   | –    | –    | –    | –    | –    |
| MannschaftszeitfahrenMZF | 5    | –    | –    | 1    | 4    | 1    | –    | –    | –    | –    | –    | –    |

| Monument                 | 2013 | 2014 | 2015 | 2016 | 2017 | 2018 | 2019 | 2020 | 2021 | 2022 | 2023 | 2024 |
| ------------------------ | ---- | ---- | ---- | ---- | ---- | ---- | ---- | ---- | ---- | ---- | ---- | ---- |
| Mailand–Sanremo          | –    | 87   | –    | –    | –    | –    | –    | 73   | –    | 52   | –    | –    |
| Flandern-Rundfahrt       | –    | –    | –    | –    | –    | –    | 16   | –    | –    | 56   | –    | –    |
| Paris–Roubaix            | 84   | –    | –    | –    | –    | –    | –    | –    | –    | –    | –    | –    |
| Lüttich–Bastogne–Lüttich | –    | 62   | 82   | –    | –    | 1    | –    | 94   | –    | 58   | –    | 45   |
| Lombardei-Rundfahrt      | –    | –    | –    | –    | DNF  | DNF  | 52   | –    | –    | –    | 67   | DNF  |